# Малкін Геннадій Юхимович
Геннадій Юхимович Малкін (рос. Геннадий Ефимович Малкин, також використовує псевдонім Г. Малаховський; нар. 8 травня 1939, Брянськ) — радянський і російський сатирик, афорист. Один з найпопулярніших російськомовних афористів, видав низку збірок афоризмів. З 2008 року мешкає в Ізраїлі.
Народився в сім'ї робітників. Закінчив 3-ій Московський медичний інститут (1962), працював хірургом-стоматологом.
Перші вірші опублікував 1962 року, а з 1968 року почав публікувати афоризми. Автор багатьох збірників форизмів, зокрема тритомника в «Золотій серії». Написав книги: «Максимумы и минимумы», «Живым из жизни не уйти», «То же», «Умнеть надо незаметно», «Афоризмы на каждый день», «Юбки — паруса мужчин. Афоризмы», «Афоризмы на каждый день: …о смысле жизни, карьере, любви, мужчинах и женщинах»; складає афоризми для ТВ-програми «Времечко». Лауреат премій «Золоте теля», «Тайм-аут» та інших. Член Спілки письменників Москви (1996).
Твори Малкіна перекладено болгарською, німецькою, польською, чеською мовами.
2008 року репатріював до Ізраїлю. Мешкає в Бат-Ямі.